# 바버라 뱁콕
바버라 배브콕(Barbara Babcock, 1937년 2월 27일 ~ )은 미국의 배우이다. 《Hill Street Blues》(1981-87)로 1981년 제33회 프라임타임 에미상 드라마 시리즈 부문 여우주연상을 수상하였다.

## 출연 작품

### 영화
- 대야망 (1973)
- Chosen Survivors (1974)
- 파 앤드 어웨이 (1992)
- 스페이스 카우보이 (2000)
- 나 홀로 집에 4 (2002)

### 텔레비전
- 스타 트렉 (1967-68)
- 호간의 영웅들 (1967-70)
- 제5전선 (1968)
- 매닉스 (1968-73)
- 제6지대 (1971)
- 샌프란시스코 수사반 (1975)
- 댈러스 (1978-82)
- 택시 (1981)
- Hill Street Blues (1981-87)
- 치어스 (1983)
- 제시카의 추리극장 (1985-93)
- 레밍턴 스틸 (1987)
- 더 골든 걸스 (1990)
- 닥터 퀸 (1993-98)
- 시카고 메디컬 (1998)
- 프리텐더 제로드 (2000)
- 프레이저 (2001)
- 저징 에이미 (2002-04)